# La Sella (la Palma d'Ebre)
La Sella és una muntanya de 502 metres que es troba entre els municipis de la Bisbal de Montsant, a la comarca del Priorat i de la Palma d'Ebre, a la comarca catalana de la Ribera d'Ebre.